# Dennō Senshi Porygon
Dennō Senshi Porygon (でんのうせんしポリゴン Dennō Senshi Porigon?, lit. Soldado computarizado Porygon) es el trigésimo octavo episodio correspondiente a la primera temporada de la serie anime Pokémon. En este episodio, Ash y sus amigos se enteran de que el sistema de transferencia de Poké Balls del Centro Pokémon está defectuoso y para poder descubrir el desperfecto el grupo se interna en la máquina.
El episodio fue censurado mundialmente por usar efectos visuales que provocaron ataques de epilepsia fotosensitiva a un número elevado de televidentes japoneses, un incidente al que la prensa japonesa llamó «Shock Pokémon» (ポケモンショック Pokémon Shokku?). Se emitió por primera y única vez en TV Tokyo el 16 de diciembre de 1997, pero fue eliminado de las rotaciones y censurado en el resto del mundo.

## Argumento
Ash, Misty, Brock y Pikachu descubren que el sistema usado para la transferencia de Poké Balls de un Centro Pokémon a otro tiene un fallo. Por petición de la Enfermera Joy, van en busca del Profesor Akihabara, que creó el sistema de transferencia de Poké Balls. Akihabara les dice que el Equipo Rocket robó su prototipo de robot nombre Porygon, un Pokémon computarizado que puede existir en el ciberespacio, y lo usan para robar a los Pokémon de los entrenadores dentro del sistema de computadoras. Entonces, les envía al sistema para detener a los villanos con su segundo Porygon. Porygon es capaz de derrotar al Pokémon del Equipo Rocket, pero la Enfermera Joy, al tanto de la situación, envía una vacuna al sistema para combatir lo que ella piensa es un virus. Pikachu usa un ataque de Impactrueno contra la vacuna, y el grupo, así como el Equipo Rocket, escapan del ordenador.

## Recepción y controversia

Reproducción a cámara lenta de los destellos color rojo y azul.

«Dennō Senshi Porygon» se emitió en Japón el 16 de diciembre de 1997, a las 18:30 PM (09:30 UTC), hora estándar en Japón. El episodio, transmitido en más de treinta y siete estaciones de televisión los martes por la noche, obtuvo los más altos índices de audiencia en su espacio horario, con casi 4,6 millones de hogares viéndolo.
Alrededor del minuto 20, hay una escena en la que Pikachu destuye algunos cohetes con su ataque de «Impactrueno», que causa una explosión enorme que ilumina la pantalla con luces rojas, azules y por pocos frames morado. Aunque hay partes similares en el resto del episodio con destellos rojos y azules, usando una técnica de anime llamada «paka paka» para el episodio en cuestión, esta escena fue extremadamente intensa y la escena fue muy larga. Estos destellos fueron totalmente brillantes, con parpadeos en un radio de 12 Hz por aproximadamente cuatro segundos en casi toda la pantalla, y después por dos segundos abarcando toda la pantalla.
En este punto, los televidentes comenzaron a quejarse de visión borrosa, dolores de cabeza, mareos y náuseas. Unos pocos tuvieron convulsiones, ceguera y pérdida de la conciencia. La Agencia contra Incendios del Japón realizó un informe con un total de 685 víctimas (310 niños y 375 niñas) que fueron llevados al hospital. Aunque muchas víctimas se recuperaron en la ambulancia, se ingresaron a más de 150. Dos personas permanecieron hospitalizadas durante más de dos semanas. El suceso se repitió, después de que un informativo retransmitiera imágenes de las escenas del episodio.
Se descubrió que el cambio rápido entre el rojo y el azul en la escena generaron ataques de epilepsia fotosensitiva, en la que estímulos visuales —como las luces destellando— pueden causar alteraciones en la consciencia. Aunque los científicos sabían que aproximadamente 1 de 4.000 personas (0,5 - 0,8% de niños entre 5 y 13 años de edad) son susceptibles a este tipo de ataque, el número de personas afectadas no tuvo precedentes. Sólo una pequeña fracción de los 685 niños afectados fueron diagnosticados con epilepsia fotosensitiva
Estudios realizados demostraron que 5 del 10% de los espectadores de Pokémon tenían síntomas leves por lo que no tenían la necesidad de un tratamiento hospitalario. 12.000 niños mostraron síntomas leves de la enfermedad, sin embargo se asemeja mucho a una histeria colectiva, que presenta una fuerte convulsión. Tres años después del incidente, un nuevo estudio reveló que 103 de todos los afectados no tenía más convulsiones.

## Repercusión
La noticia del incidente se extendió rápidamente por todo Japón. Al día siguiente, TV Tokyo, cadena de televisión que emitió el episodio, pidió disculpas al pueblo japonés y, como muestra de ello, suspendió la serie y anunció que se llevaría a cabo una investigación sobre la causa de las convulsiones. Los oficiales de policía de Atago, por petición de la Agencia Nacional de Policía de Japón, preguntaron a los productores de la serie sobre el contenido y proceso de producción de esta. El Ministerio de Salud y Bienestar Social realizó una reunión de emergencia para discutir el caso con expertos y recabar información de los hospitales.
Como consecuencia del incidente, la bolsa de valores de Tokio y las acciones de Nintendo (compañía productora de los videojuegos en los que se basa la serie) bajaron a 400 yens (casi el 5%). Además, toda la línea evolutiva de Porygon fue eliminada de la serie. En una conferencia de prensa realizada el día después de la emisión del episodio, el aquel entonces presidente de Nintendo, Hiroshi Yamauchi, dijo que la compañía no era responsable del incidente, ya que los videojuegos originales de Pokémon para la consola portátil Game Boy habían sido producidos en blanco y negro.
Tras la transmisión de «Dennō Senshi Porygon», se censuraron las emisiones de Pokemon durante cuatro meses, hasta abril de 1998. cambiando los días de emisión de martes a jueves. En el opening también se efectuaron algunos cambios: se mostraron pantallas negras (divididas en cuatro) que muestran a varios pokémon en focos. Antes del incidente, el opening constaba de una imagen del pokémon por pantalla.
A partir de ese episodio, se impusieron ciertas reglas a las cadenas televisivas para la emisión de series, como por ejemplo:
- Las imágenes parpadeantes no deben brillar más de 3 veces por segundo.
- Las imágenes parpadeantes no deben durar más de 2 segundos en pantalla.
- Los círculos concéntricos y demás juegos visuales no deben ocupar todo el espacio de la pantalla.

Después del incidente, este episodio no se ha vuelto a retransmitir en ninguna parte del mundo. Maddie Blaustein (voz de Meowth en el doblaje estadounidense) dijo que 4Kids dobló este episodio y redujo los destellos de las luces que causaban los ataques epilépticos, aunque nunca se emitió.